# Новая Тумба
 Новая Тумба — село в Нурлатском районе Татарстана. Административный центр Новотумбинского сельского поселения.

## География
Находится в южной части Татарстана на расстоянии приблизительно 44 км на запад-северо-запад по прямой от районного центра города Нурлат.

## История
Основано в 1920-х годах.

## Население
Постоянных жителей было: в 1926 году — 173, в 1938—362, в 1949—575, в 1958—1371, в 1970—1860, в 1979—877, в 1989—515, в 2002 году 399 (чуваши 58 %, русские 35 %), в 2010 году 291.